# Celeste e Estrela
Celeste & Estrela é um filme brasileiro de comédia dirigido por Betse de Paula. O longa fala da dificuldade de fazer cinema no Brasil e é ambientado em Brasília. Apesar do filme ser de 2002 ele só foi lançado nos cinemas brasileiros em 2005. É o segundo filme que Dira Paes atua com essa diretora, o outro foi O Casamento de Louise.

## Sinopse
Estrela é um funcionário público que trabalha na avaliação de projetos de cinema. Ele conhece a diretora Celeste e se apaixona. Na relação conturbada que eles criam, ela sempre faz o que quer e quando quer e vive abandonando-o, mas ele sempre a espera e a aceita passivamente de volta.

## Elenco
- Dira Paes (Celeste Espírito Santo)
- Fábio Nassar (Paulo Estrela)
- Ana Paula Arósio (Salete)
- Paulo Ascenção (Embaixador)
- Mark Hopkins (Ted Feld)
- Hugo Rodas (Jean Jacques)
- Henrique Rovira (Senhor de engenho)
- Carmen Moretzsohn (Senhora de engenho)
- Nívea Hellen (Escrava)
- Ricardo Machado (Ivan)
- Alexandre Picarelli (Omar)
- Iara Pietricovsky (Marta Flores)
- Daniela Ramalho (captadora)

## Ficha técnica
- Distribuição: Aurora Cinematográfica / Pipa Produções
- Produção: Aurélio Vianna
- Direção de fotografia: Lito Mendes da Rocha
- Direção de Arte: Sônia Paiva e Elisa Castro
- Figurino: Lê Brasil
- Edição: Marta Luz

## Trilha sonora
A trilha sonora é de André Moraes e traz composições de Raimundos (Mulher de Fases), Adriana Calcanhotto (Porque Você faz Cinema), Skank (Tão Seu e Garota Nacional), Zeca Baleiro (Comigo), Pato Fu (Sobre o Tempo), Noel Rosa (Com Que Roupa) e Milena Tiburcio e Caio Tiburcio.

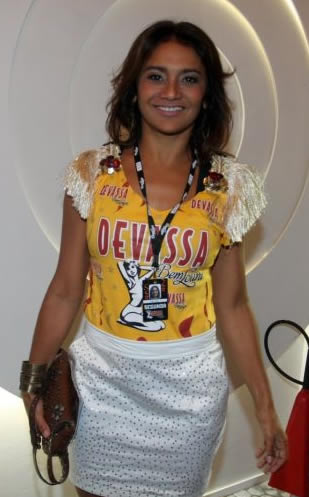
A protagonista do filme Dira Paes

## Recepção da crítica
O jornal paulista O Estado de S. Paulo fez crítica negativa ao filme: "Num país em que a atividade recorre cronicamente à ajuda estatal, essa dependência acaba por gerar ressentimentos. Raramente dá bom resultado transformar essa odisseia de cineastas no tema do próprio filme a ser financiado. No entanto, Celeste & Estrela não é o desastre anunciado. Com roteiro potencializado por bons diálogos escritos por José Roberto Torero tem lá seus bons momentos. Inteligência não falta à concepção do filme. Nem senso crítico. [...]  Falta, é verdade, um pouco de timing. Enfim, é comédia para risos moderados."
Camie Guimarães, do portal de cultura pop Omelete, classificou o filme como regular e anotou que: "Sim, você já ouviu esta história. Talvez até conheça pessoas que a vivenciaram: um jovem talento goza dias de glória com a sua primeira obra e, inebriado pelo sucesso relâmpago, conhece o inferno ao tentar emplacar os seus próximos trabalhos. É a síndrome da banda de uma música só que, depois de dominar a programação das rádios e vender milhares de discos, desaparece."

## Prêmios
- prêmio de Melhor Filme - Júri Popular, no Cine PE - Festival do Audiovisual.[15]
- prêmio de Melhor Ator Revelação (Fábio Nassar), no Cine PE - Festival do Audiovisual.[15]
- Menção Especial do Júri, no Festival de Cinema de Brasília.[15][16]
- prêmio de Melhor Filme - Júri Popular, no Cinesul 2003 - Festival de Cinema Latino-Americano.[1][7]
- prêmio de Melhor Atriz Coadjuvante (Ana Paula Arósio), no Festival de Varginha do Cinema Brasileiro.[17]
- prêmio de Melhor Roteiro, no Festival de Varginha do Cinema Brasileiro.[15]

## Mídia caseira
No mesmo ano de lançamento, o filme ganhou um DVD lançado pela produtora Focus Filmes.